# Spongillida
Ordre
Les Spongillida sont un ordre d'éponges de la classe des Demospongiae.

## Description
Les espèces de l'ordre des Spongillida sont actuelles ou fossiles et vivent, ou vivaient, en eau douce ou saumâtre.

## Liste des familles
Selon le World Register of Marine Species (13 août 2023) :
- famille des Metschnikowiidae Czerniavsky, 1880
- famille des Spongillidae Gray, 1867

## Systématique
L'ordre des Spongillida a été créé en 2002 par les spongiologues italiens Renata Manconi (d) et Roberto Pronzato (d) initialement au rang de sous-ordre sous le taxon Spongillina qui est considéré comme invalide par le WoRMS.